# Planinsko polje

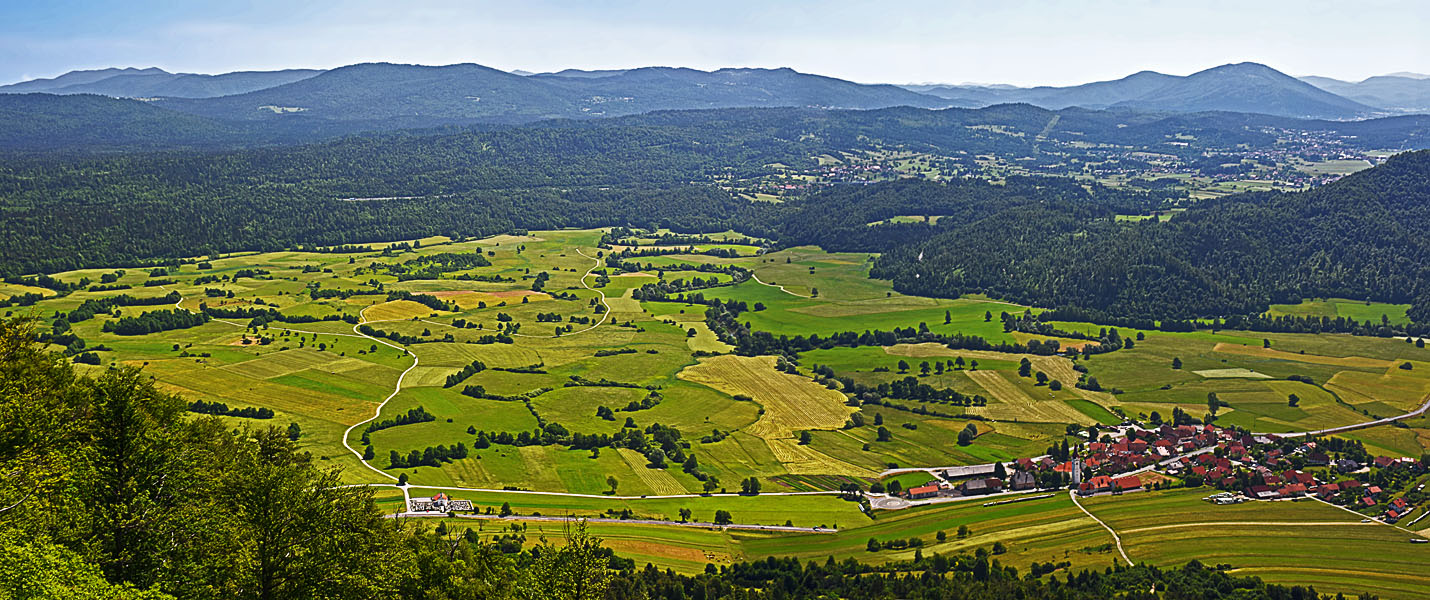
Planinsko polje von Westen

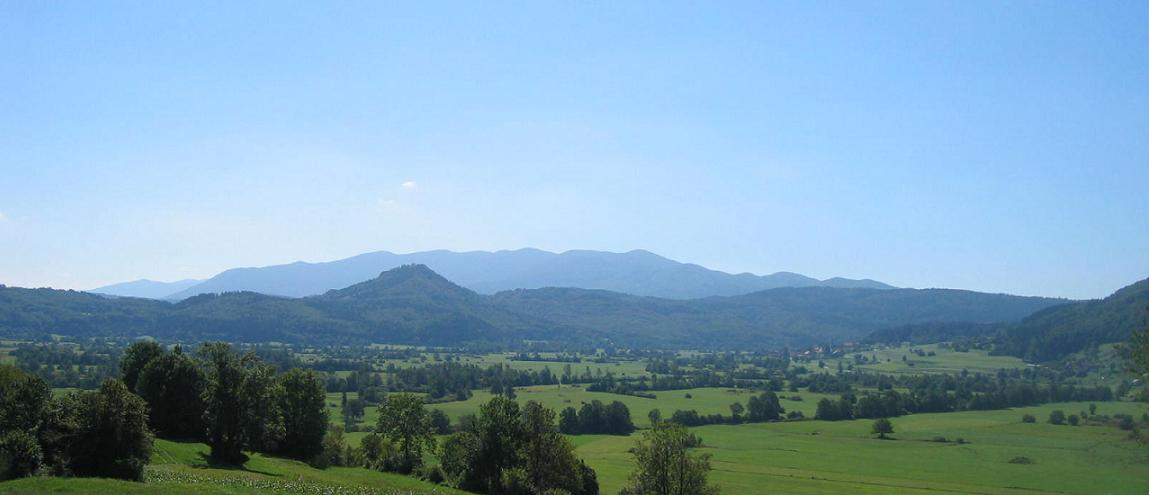
Planinsko polje

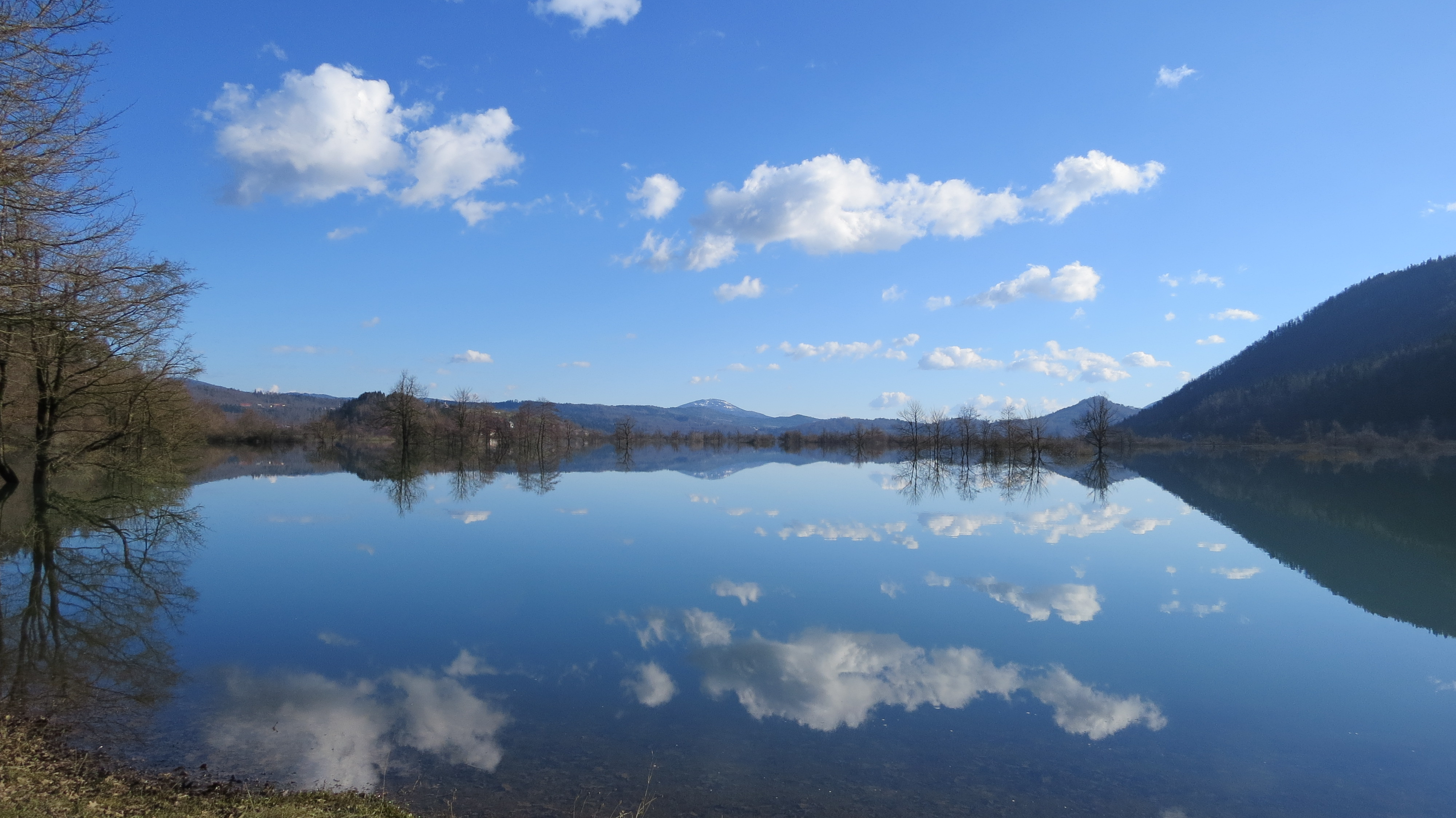
Planinsko polje bei Überflutung

Planinsko polje (deutsch: Planina Polje) ist der slowenische Namen eines Polje (Karstbecken) auf dem Gebiet der Gemeinden Logatec und Postojna im Westen Sloweniens.

## Geographie
Planinsko polje ist ein 6 km langes und etwa 2 km breites Karstfeld, das am tiefsten gelegene Karstbecken in der Innerkrain. Es verfügt über einen flachen Boden von 16 km², der auf einer Höhe von rund 450 m liegt. Das Gebiet wird vom Fluss Unica, einem der Quellflüsse der Ljubljanica durchflossen.
Das Becken wird im Süden von den Hügeln Stari grad (703 m. ü. M.) und Kali (574 m. ü. M.) begrenzt, im Westen vom Berg Planinska gora (924 m. ü. M.). Auf der gegenüberliegenden Seite trennen niedrige Hügel das Planina-Karstfeld  vom Logaško polje.
Das Becken umfasst das europäische Vogelschutzgebiet Planinsko polje.

## Gewässer
Von drei Seiten treten Gewässer in das Becken ein. Auf der Südseite tritt die Unica, der Quellfluss der Ljubljanica aus der Planina-Höhle und durchfließt die Polje Richtung Norden. Die Malenščica entspringt aus dem großen Tal in der Nähe des Weilers Malna und die Škratovka in der Nähe der Burgruine Haasberg.
Das Karstbecken wird mehrmals im Jahr überschwemmt. Die Überschwemmungen dauern bis zu 2 Monate im Jahr, das Wasser steigt stellenweise bis zu 10 m.

## Vegetation
Die regelmäßigen Überschwemmungen erschweren Ackerbau und intensive Landwirtschaft, so dass die Ebene von extensiv bewirtschaftetem Grünland, wie Feuchtwiesen und Kalkmagerrasen, bestimmt wird. Hier befindet sich der nordwestlichste Lebensraum des Amethyst-Blausterns (Scilla litardierei), der in den dinarischen Karstfeldern endemisch ist.

## Siedlungen
Ebenso wie bewirtschaftete Felder liegen Siedlungen am leicht erhöhten Rand des Beckens. Die größte ist Planina in der Gemeinde Postojna am Fuße der Grmada (873 m).